# Jüdische Friedhöfe in Hermannstadt

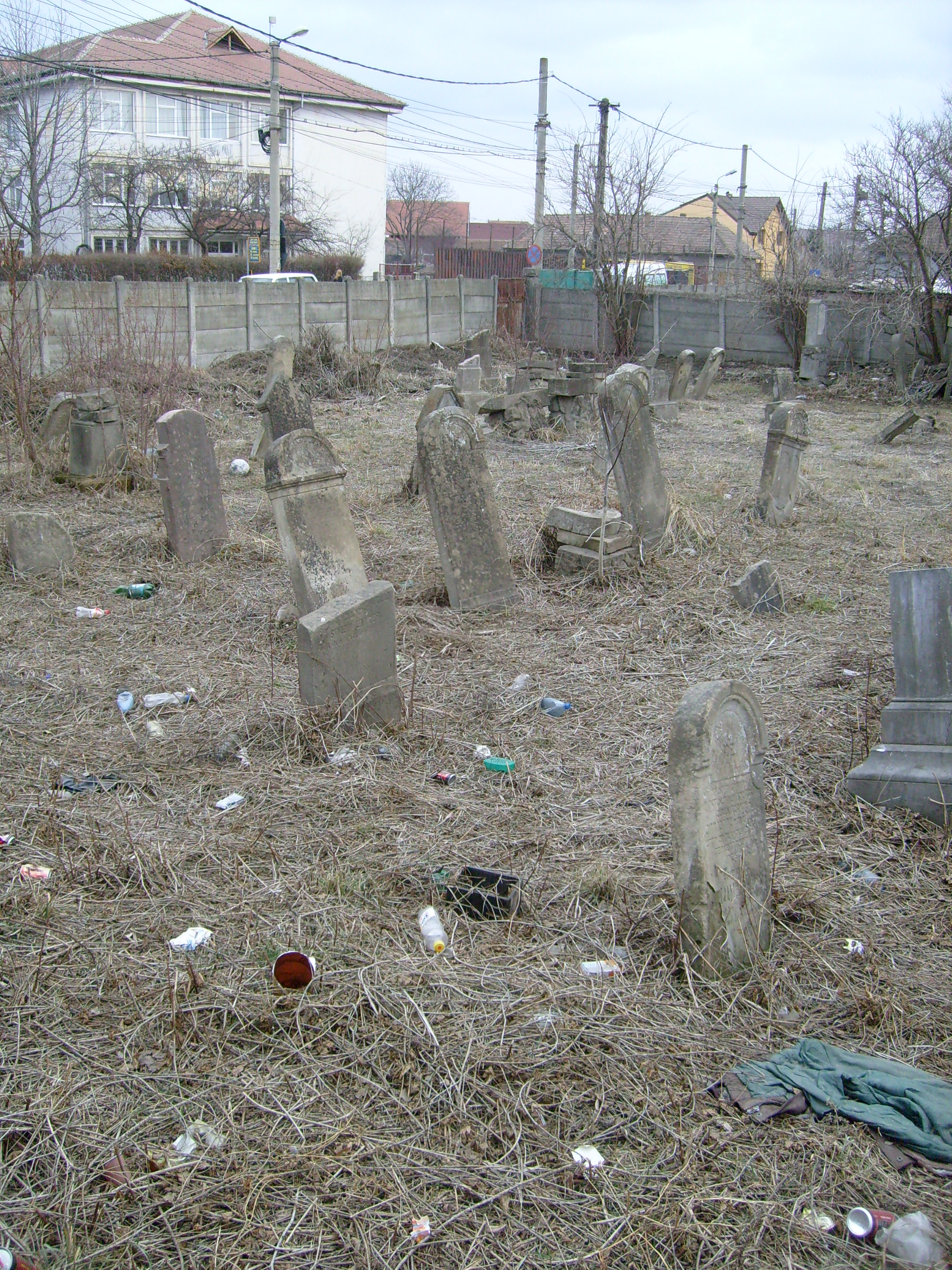
Alter jüdischer Friedhof in Hermannstadt

Es gibt zwei jüdische Friedhöfe in Hermannstadt (rumänisch: Sibiu) in Rumänien. 
- Der alte  jüdische Friedhof („Vechiul Cimitir Evreiesc“) in der Hammersdorfer Straße im  Lazarett-Viertel.[1] wurde 1855 eröffnet. Er wurde bis Anfang des 20. Jahrhunderts belegt.
- Der neue „Cimitirul Evreiesc“ wurde 1907 eröffnet. Er ist Teil des städtischen Friedhofs („Cimitirul Municipal“).